# Сагарчин
Сагарчи́н (рос. Сагарчин) — село у складі Акбулацького району Оренбурзької області, Росія.

## Населення
Населення — 1081 особа (2010; 1298 у 2002).
Національний склад (станом на 2002 рік):
- росіяни — 49 %
- казахи — 27 %